# Solange Theodoro
Solange Theodoro (Bauru, 22 de abril de 1954) é uma atriz brasileira.

## Carreira

### Na televisão
| 2011-2012 | Amor e Revolução           | Amiga de Lúcia    |
| 1990      | La Mamma                   | Felícia           |
| 1989      | O Salvador da Pátria       | Daniela           |
| 1985      | Tenda dos Milagres         | Dalvina           |
| 1984      | Livre Para Voar            | Camila Campobello |
| 1984      | Anarquistas, Graças a Deus | Tia Eugênia       |
| 1983      | Champagne                  | Marly             |
| 1982      | Seu Quequé                 | Eleuzina          |
| 1981      | Os Imigrantes              | Helena            |
| 1980      | Plumas e Paetês            | Nadir             |
| 1979      | Os Gigantes                | Cristina          |
| 1979      | Memórias de Amor           | Ângela            |
| 1976      | Os Apóstolos de Judas      | Simone            |

### No cinema
| 1984 | O Filho Adotivo            | Marialina   |
| 1981 | Amélia, Mulher de Verdade  | Amélia      |
| 1979 | O Guarani                  | Isabel      |
| 1977 | Que Estranha Forma de Amar | Iaiá Garcia |

### No Teatro
| 1990      | Eu Poupo, Tu Poupas, Elle “Tuma” |
| 1989      | Tem Brilho no Bolso              |
| 1984      | Extremos                         |
| 1982-1989 | Além da Vida                     |
| 1971      | Assunta do 21                    |
| 1969      | Quarto de Empregada              |